# Los Monclis
Los Monclis es una colección de figuritas de PVC de los años 80 que sacó al mercado la marca Star Toys, basadas en las caricaturas de políticos españoles que crearon los humoristas gráficos Gallego & Rey.
La primera serie de la colección salió al mercado en 1984, y constaba de ocho políticos de renombre en el momento: Felipe González y Alfonso Guerra (por el PSOE, partido político en el gobierno por aquella época); Manuel Fraga y Jorge Verstrynge (por AP); Santiago Carrillo y Gerardo Iglesias (por el PCE); Adolfo Suárez (por la extinguida UCD y nueva CDS) y Miquel Roca (por CDC). A este primer lanzamiento se añadieron dos más, en representación de los dos sindicatos obreros más relevantes: Marcelino Camacho por CC.OO. y Nicolás Redondo por UGT. 
Más adelante fueron apareciendo nuevas figuras que incluyeron otros personajes del gobierno y la escena política española en general, hasta un total de 23 figuras. 
Las últimas entregas se realizaron entrada ya la década de los 90, con una calidad inferior a las figuras anteriores; en esta última tanda de figuras se incluyeron al Rey, Aznar, Cascos, Julio Anguita y Rahola.
Los personajes de esta colección reflejaban el estilo característico de los dibujantes Gallego y Rey, que incluía unos rasgos exagerados y algún tipo de indumentaria que aludía de forma metafórica e ingeniosa a alguna peculiaridad de dicha figura política en la que se basaban; por ejemplo, Julio Anguita aparecía caracterizado como Groucho Marx apoyado en un gran libro rojo con el título "MARX" haciendo referencia al marxismo del que procedía dicho político.
La lista de figuras que componen la colección es:

## PSOE
- Felipe González como Nerón.
- Alfonso Guerra como un cocinero.
- Narcís Serra como Napoleón Bonaparte.
- Nicolás Redondo como un monaguillo.
- Juan Barranco como un felino con boina de "chulapo".
- José María "Txiki" Benegas como un charanguero con chapela.
- José Barrionuevo como un policía.
- Pasqual Maragall como portador de la antorcha olímpica.

## AP/PP
- Manuel Fraga como caballero de las cruzadas.
- Jorge Verstrynge como un boy scout.
- Antonio Hernández Mancha como mecánico.
- José María Aznar como la gaviota del PP.
- Francisco Álvarez-Cascos como un soldado bárbaro.

## PCE/IU
- Santiago Carrillo como un pistolero del Oeste.
- Gerardo Iglesias como un faraón.
- Marcelino Camacho como un gallo de pelea.
- Julio Anguita como Groucho Marx.

## UCD/CDS
- Adolfo Suárez como Robin Hood.
- Agustín Rodríguez Sahagún como un fraile.

## CDC/CiU
- Miquel Roca como caballero medieval con barretina.
- Jordi Pujol como aldeano catalán.

## ERC
- Pilar Rahola como Marilyn Monroe.

## Jefe de Estado
- Rey Juan Carlos I, ataviado como él mismo.

- Datos: Q5980009